# Црква Вазнесења Господњег у Грачацу
Црква Вазнесења Господњег је православна црква у Грачацу. Црква је део епархије горњокарловачке Српске православне цркве.
Црква је посвећена Вазнесењу Господњем (Спасовдан).

## Историјат цркве
Црква је саграђена 1874. године, настојањем свештеника Воје Мандића (који је био посланик у аустроугарском парламенту) и Николаја Мандића који је најзаслужнији што је држава (али и бројни приложници) финансијски помогла подизање православне цркве у Грачацу, а уз њега и свештеничког дома и школске зграде, вредне 100.000 франака. Црква у Грачацу била је сазидана сва од клесаног камена. Црква је имала велику порту, парохијску кућу и велико земљиште, на коме је био воћњак плодних јабука кога су локални Срби звали „плантажа”.
У Другом светском рату, срушен је кров али остатак цркве је сачуван. Звоник је био у одличном стању, великих димензија сазидан од белог клесаног камена са два потпуно сачувана звона. Црква је срушена до темеља на Велики петак, 1954. године. Годину дана пре рушења, у Загребу је дозволу за рушење затражио Котарски народни одбор. Камен којим је био сазидан овај храм, уграђен је у ограду српског православног гробља, затим је од њега грађен Споменик НОР-а на Градини.

## Нови храм
Градња новог храма на другом месту почела је 1983. године и завршена је крајем осамдесетих година али и он је оштећен у рату у Хрватској. Његова обнова почела је у априлу 2005. године и у августу следеће године завршени су радови на спољашњем уређењу храма. Обнову храма је помогао епископ горњокарловачки г. Герасим, локална самоуправа општине Грачац, верници ове парохије, као и Срби из дијаспоре.

## Галерија
- Изглед некадашње православне цркве у Грачацу
- Иконостас и унутрашњост цркве